# Бабрувахана
Баб(х)рувахана — герой древнеиндийского эпоса «Махабхарата», один из сыновей Арджуны, родившийся от царевны Манипура Читрангады. Позднее Бабхрувахана стал царём Манипура.
Когда Арджуна прибыл в Манипур с конём, предназначенным для ашвамедхи, Бабхрувахана изъявил отцу почтение и покорность, принеся дары, но Арджуна обвинил молодого царя Манипуры в трусости и потребовал, чтобы сын сошёлся с ним в ритуальном поединке (в соответствии с требованиями ашвамедхи). Бабхрувахана оказался могучим воином и в схватке поразил Арджуну стрелой насмерть. Раскаявшись в содеянном, он хотел было умереть, предавшись посту, но его мачеха, одна из жён Арджуны царевна нагов Улупи, дала ему магическую жемчужину, вернувшую Арджуну к жизни. После этого Бабхрувахана вернулся со своим отцом в Хастинапуру.